# Cruseilles
Cruseilles è un comune francese di 4 723 abitanti situato nel dipartimento dell'Alta Savoia della regione dell'Alvernia-Rodano-Alpi.

## Storia

### Simboli
Lo stemma è utilizzato dal comune sin dal 1670.
La conchiglia è simbolo dei pellegrini di San Giacomo di Compostela e le stelle rappresentano il crocevia di cinque strade che collegano la Savoia via Annecy, la Francia via Frangy, la Svizzera via Ginevra, il Chiablese via Annemasse in direzione Vovray-en-Bornes, e il Faucigny via La Roche-sur-Foron che permettevano di raggiungere i principali percorsi di pellegrinaggio.
Nel XVII secolo lo stemma del mandamento di Cruseilles si blasonava di rosso, alla conchiglia d'oro.

## Società

### Evoluzione demografica
Abitanti censiti